# Úvaly
Úvaly è una città della Repubblica Ceca facente parte del distretto di Praha-východ, in Boemia Centrale.